# Lucas Digne
Lucas Digne (* 20. Juli 1993 in Meaux) ist ein französischer Fußballspieler. Der linke Außenverteidiger spielt für Aston Villa.

## Vereinskarriere

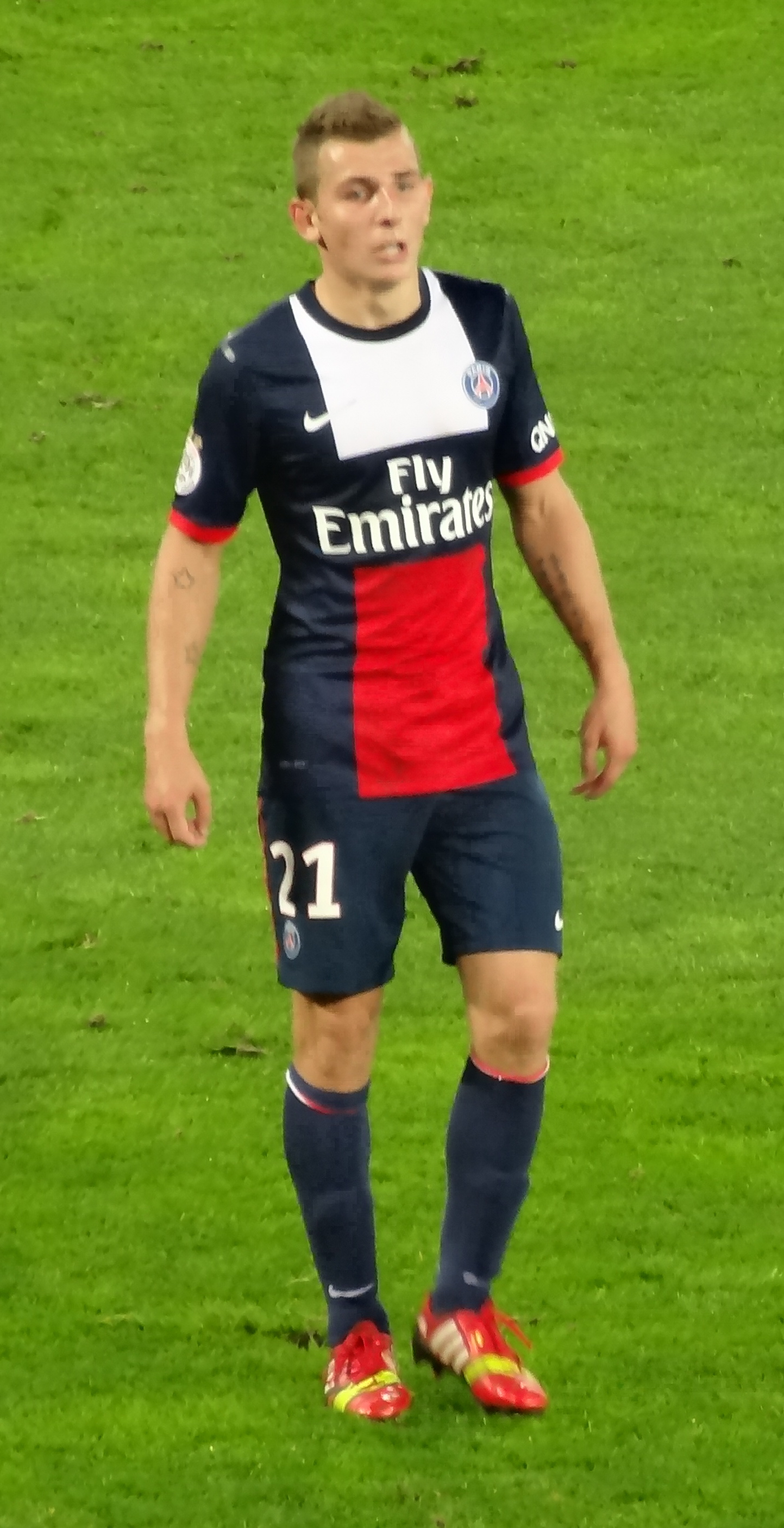
Digne mit Paris Saint-Germain (2013)

### OSC Lille
Dignes erste Station im professionellen Vereinsfußball war der OSC Lille, dem er 2005 als Jugendlicher beitrat und in deren zweiter Mannschaft er 2010 zum ersten Mal spielte. Er lief für die zweite Mannschaft des Klubs erstmals am 4. September 2010 auf. Während der Saison 2010/11 gehörte er noch ausschließlich dem Kader der viertklassigen Zweitverwertung Lilles an und absolvierte für diese 29 Ligaspiele.
2011/12 stand er außerdem im Aufgebot des Erstligakaders des amtierenden französischen Meisters. Am 6. August 2011 saß er erstmals auf der Bank. Zu Beginn der Spielzeit sammelte er noch hauptsächlich bei der zweiten Mannschaft Spielpraxis, doch in der Rückrunde spielte sich der junge Verteidiger in die Startelf und hatte am Ende des Jahres 16 Ligaspiele bestritten. Sein Profidebüt gab er am 28. Januar 2012, als er kurz vor Spielende für Eden Hazard eingewechselt wurde.
In die Saison 2012/13 ging er somit als Stammspieler und wurde seiner Rolle gerecht. Von den möglichen 38 Ligaspielen machte Digne 33 und erzielte dabei seine beiden ersten Tore in der Ligue 1. In der Champions League wurde er fünf Mal eingesetzt, zudem bestritt er im August 2012 die beiden Qualifikationsspiele gegen den FC Kopenhagen. Bei den Trophées UNFP du football wurde er als eine der vier „größten Hoffnungen der Ligue 1“ nominiert.

### Paris Saint-Germain
Am 17. Juli 2013 gab mit Paris Saint-Germain der amtierende französische Meister die Verpflichtung Dignes bekannt. In Paris unterzeichnete er einen Fünfjahresvertrag. Medienberichten zufolge lag die Ablösesumme bei etwa 15 Millionen Euro. Bei seinem neuen Klub kämpft er mit dem Brasilianer Maxwell um einen möglichen Platz in der Stammformation.
Sein Pflichtspieldebüt für den Verein gab er am 13. September 2013 in einem Spiel der Ligue 1 gegen Girondins Bordeaux. Er absolvierte über die gesamte Spielzeit 20 Pflichtspiele. Am Ende der Saison konnte er den Gewinn seiner ersten französischen Meisterschaft feiern.

### AS Rom
Am 26. August 2015 wechselte Digne bis zum Ende der Saison 2015/16 auf Leihbasis in die italienische Serie A zur AS Rom.

### FC Barcelona
Zur Saison 2016/17 kehrte Digne nicht nach Paris zurück, sondern wechselte für eine Ablösesumme in Höhe von 16 Millionen Euro, die sich durch Bonuszahlungen um vier Millionen Euro erhöhen konnte, in die spanische Primera División zum FC Barcelona. Er erhielt einen Fünfjahresvertrag bis zum 30. Juni 2021 mit einer Ausstiegsklausel in Höhe von 60 Mio. Euro. In zwei Spielzeiten konnte sich Digne jedoch nicht gegen Jordi Alba durchsetzen und kam auf 29 Ligaspiele. Mit dem FC Barcelona wurde er in der Saison 2017/18 spanischer Meister sowie zwei Mal Pokalsieger und einmal Supercup-Sieger.

### FC Everton
Zur Saison 2018/19 wechselte Digne für eine Ablösesumme in Höhe von 20,2 Millionen Euro, die sich durch Bonuszahlungen um 1,5 Millionen Euro erhöhen kann, in die englische Premier League zum FC Everton. Er unterschrieb beim Klub aus Liverpool einen Vertrag mit einer Laufzeit bis zum 30. Juni 2023. Bei den Toffees etablierte sich Digne zu einem wichtigen Bestandteil der Mannschaft. Es gelang ihm, den viele Jahre gesetzten Leighton Baines auf seiner Position zu verdrängen.

### Aston Villa
Am 13. Januar 2022 wechselte Lucas Digne innerhalb der Premier League zu Aston Villa. Die Ablöse soll umgerechnet 30 Millionen Euro betragen.

## Nationalmannschaft
Digne durchlief auch verschiedene Jugendnationalmannschaften Frankreichs. Bereits auf U-16-Ebene spielte er für sein Land. Von da an spielte er für bislang alle Juniorenauswahlen.
Bei der U-19-EM 2012 scheiterte er mit Frankreich im Halbfinale am späteren Gewinner Spanien. Im Juli 2013 konnte er dagegen seinen bis dato größten Erfolg mit der Nationalmannschaft feiern, als er durch einen 4:1-Finalerfolg gegen Uruguay die Juniorenweltmeisterschaft 2013 gewann.
Seit der Qualifikation zur Europameisterschaft 2015 steht er zudem im Kader der U-21-Nationalmannschaft.
Am 5. März 2014 gab Lucas Digne sein Debüt in der Nationalmannschaft Frankreichs in einem Freundschaftsspiel gegen die Niederlande. Von Nationaltrainer Didier Deschamps wurde er im selben Jahr in den Kader für die Weltmeisterschaft in Brasilien nominiert. Bis zum Ausscheiden im Viertelfinale kam er einmal zum Einsatz: im unbedeutenden letzten Gruppenspiel gegen Ecuador spielte er 90 Minuten.
Da Frankreich Gastgeber der Fußball-Europameisterschaft 2016 war, fanden in den folgenden beiden Jahren nur Freundschaftsspiele statt, bei denen der Linksverteidiger in jedem zweiten Spiel zum Einsatz kam. Danach wurde er ins EM-Aufgebot Frankreich aufgenommen. Im Turnier war er einer von drei Feldspielern im Kader, die nicht eingesetzt wurden.
Bei der Europameisterschaft 2021 gelangte er mit der französischen Auswahl bis ins Achtelfinale, ehe Frankreich dort gegen die Schweiz im Elfmeterschießen ausschied.

## Erfolge

### Nationalmannschaft
- UEFA-Nations-League-Sieger: 2021
- U20-Weltmeister: 2013

### Vereine
Frankreich
- Französischer Meister: 2014, 2015
- Französischer Supercupsieger: 2013
- Französischer Ligapokalsieger: 2014, 2015

Spanien
- Spanischer Meister: 2018
- Spanischer Pokalsieger: 2017, 2018
- Spanischer Supercup-Sieger: 2016